# 乔治·奥斯特洛格尔斯基
格奥尔基·亚历山德罗维奇·奥斯特洛格尔斯基（俄语：Георгий Александрович Острогорский；1902年1月19日-1976年10月24日），在塞尔维亚被称为格奥尔基耶·亚历山德罗维奇·奥斯特洛格尔斯基，在英文世界被称为乔治·亚历山德罗维奇·奥斯特洛格尔斯基（英语：George Alexandrovich Ostrogorsky），是一位出生于俄罗斯，后来在南斯拉夫居住并获得国籍的拜占庭学家，并在这一领域享有世界级的名声。他在学术生涯中，主要在贝尔格莱德大学任教授。

## 早期生活与教育
奥斯特洛格尔斯基1902年生于俄罗斯帝国圣彼得堡，父亲是中学校长，在教育学领域有一些作品。
他的中学生涯在圣彼得堡的古典文理中学度过，因此在人生的早期就学习了希腊语。1919年，他与家人离开俄罗斯，1921年，他进入德国的海德堡大学，最初致力于哲学、经济学、社会学，但也学习了古典考古学课程，雅斯贝尔斯、李凯尔特、阿尔弗雷德·韦伯、路德维希·库尔提乌斯都曾是他的老师，而他在历史尤其是拜占庭帝国史方面的兴趣则主要受珀西·恩斯特·施拉姆的影响。1924-1925年，他在巴黎跟随夏尔·迪尔学习了拜占庭研究的各个领域。1927年，他以论文《10世纪拜占庭帝国农民纳税团体》（德语：Die ländliche Steuergemeinde des Byzantinischen Reiches im X. Jahrhundert）获得了海德堡大学的博士学位。1928年他到布雷斯劳大学任教，因纳粹上台，他于1933年到贝尔格莱德大学工作。

## 研究生涯
奥斯特洛格尔斯基在贝尔格莱德大学的哲学系担任拜占庭学教授，并创建了拜占庭研究中心。他在学术上主要关注的领域有拜占庭神学，帝国意识形态，经济、社会、制度史，特别关注拜占庭农民；拜占庭帝国与斯拉夫人的关系，尤其是在巴尔干半岛的交往。
他一直在南斯拉夫定居，并在贝尔格莱德大学执教40年，直到1973年退休。1946年，他成为塞尔维亚科学技术院通讯院士，两年后成为正式院士。1948年他在学校成立了拜占庭研究中心，自任主任直到去世，他还是其刊物《拜占庭研究中心学报》（塞尔维亚-克罗地亚文：Zbornik radova Vizantološkog instituta）的主编，直到1975年的第16卷，并监督出版了一系列专著，包括他自己的著作《普罗尼亚制》（Pronija，1951年）以及多卷本的拜占庭史料中有关南斯拉夫历史的史料集。 1961年至去世，他一直担任国际拜占庭学研究会名誉会长。
他最有名的作品是被誉为标准著作的 《拜占庭国家史》（德語：Geschichte des byzantinischen Staates、英语：History of the Byzantine State，中译本作《拜占庭帝国》），这部作品有三个德语版（1940、1952、1963）与两个英文版（第一版1956年在英国、1957年在美国出版；第二版1968年在英国出版、1969年在美国出版），并被翻译成超过10种语言。中译本由陈志强翻译，2006年由青海人民出版社出版，以1956年英文版为基础翻译。
他的妻子法努拉·帕帕祖鲁同样在贝尔格莱德大学任教，是巴尔干半岛古代史学者。1976年，奥斯特洛格尔斯基在贝尔格莱德去世。

## 主要作品
拜占庭国家史
德语：
- Geschichte des byzantinischen Staates. Handbuch der Altertumswissenschaft XII.1.2, C. H. Beck, München 1940, 3. Auflage 1963, ISBN 3-406-01414-3. – Sonderausgabe ohne wissenschaftlichen Apparat unter dem Titel Byzantinische Geschichte 324 bis 1453, C. H. Beck, München 1965 (und Nachdrucke, ISBN 3-406-39759-X).

英语：
- Ostrogorsky, George. . Oxford: Basil Blackwell. 1956  [2022-06-28]. （原始内容存档于2020-07-25）.
- Ostrogorsky, George. . New Brunswick: Rutgers University Press. 1957  [2022-06-28]. ISBN 978-0-8135-0599-2. （原始内容存档于2022-07-02）.
- Ostrogorsky, George. . Oxford: Basil Blackwell. 1968  [2022-06-28]. ISBN 978-0-631-11070-5. （原始内容存档于2022-06-30）.
- Ostrogorsky, George. . New Brunswick: Rutgers University Press. 1969  [2022-06-28]. ISBN 978-0-8135-0599-2. （原始内容存档于2022-06-29）.

汉语：
- 乔治·奥斯特洛格尔斯基. . 由陈志强翻译. 西宁: 青海人民出版社. 2006. ISBN 7225027816.

其他
- Ostrogorsky, George. . The Slavonic and East European Review. 1956, 35 (84): 1–14  [2022-06-28]. JSTOR 4204790. （原始内容存档于2022-07-02）.
- Ostrogorsky, George. . Dumbarton Oaks Papers. 1959, 13: 1–21  [2022-06-28]. JSTOR 1291126. doi:10.2307/1291126. （原始内容存档于2022-06-29）.
- Ostrogorsky, George. . Dumbarton Oaks Papers. 1959, 13: 45–66  [2022-06-28]. JSTOR 1291128. doi:10.2307/1291128. （原始内容存档于2022-06-29）.
- Острогорски, Георгије. . Београд: Научно дело. 1965  [2022-06-28]. （原始内容存档于2022-07-06）.
- Ostrogorsky, George. . Dumbarton Oaks Papers. 1965, 19: 1–18  [2022-06-28]. JSTOR 1291223. doi:10.2307/1291223. （原始内容存档于2022-07-02）.
- Ostrogorsky, George. . Dumbarton Oaks Papers. 1971, 25: 1–32  [2022-06-28]. JSTOR 1291302. doi:10.2307/1291302. （原始内容存档于2022-03-24）.
- Die ländliche Steuergemeinde des Byzantinischen Reiches im X. Jahrhundert, in: Vierteljahrschrift für Sozial- und Wirtschaftsgeschichte, Jg. 20 (1927), S. 1–108 [Dissertation] (Nachdruck 1969).
- Studien zur Geschichte des byzantinischen Bilderstreites. Breslau 1929 [Habilitation] (Nachdruck 1964).

## 脚注
1. 1 2 3 4 5  Damico, Helen; Zavadil, Joseph B. . Routledge. 2014: 301–302  [2022-06-28]. ISBN 978-1-317-94335-8. （原始内容存档于2022-07-02）.
2. 1 2 3 4  Boyd, Kelly. . Taylor & Francis. 1999: 890  [2022-06-28]. ISBN 978-1-884964-33-6. （原始内容存档于2022-06-29）.
3. ↑  . AIEB.   [2022-06-28]. （原始内容存档于2022-08-08） （美国英语）.
4. ↑  乔治·奥斯特洛格尔斯基. . 由陈志强翻译. 西宁: 青海人民出版社. 2006. 译者前言. ISBN 7225027816.